# Numerales cistercienses
Los númerales cistercienses medievales, o "cifras" en la jerga del siglo XIX, es un sistema de numeración desarrollado por la orden monástica cisterciense a principios del siglo XIII, aproximadamente en la época en que se introdujeron los números arábigos en el noroeste de Europa. Son más compactos que los arábigos o los números romanos, al poder expresar con un solo glifo cualquier cifra entera entre el 1 y el 9999.
Los numerales se basan en un pentagrama horizontal o vertical, y en la posición del dígito en el pentagrama indicando su valor según la posición (unidades, decenas, centenas o millares). Estos dígitos se componen en un solo pentagrama para indicar números más complejos. Los Orden del Císter finalmente abandonó el sistema en favor de la numeración arábiga, aunque continuó el uso marginal fuera de la orden hasta principios del siglo XX.

Números escritos con cifras cistercienses. De izquierda a derecha:1 en el lugar de las unidades,2 en el lugar de las decenas (20),
3 en el lugar de las centenas (300), 4 en el lugar de los millares (4,000),luego los números compuestos 5,555, 6,789, 9,394.

## Historia
Los dígitos y la idea de convertirlos en ligaduras se basan, al parecer, en un sistema numérico de dos lugares (1–99). En Gran Bretaña, John de Basingstoke, archidiácono de Leicester, utilizaba un sistema similar basado en una taquigrafía inglesa del siglo XII (ars notaria). En sus primeros testimonios, en los monasterios del condado de Henao, el sistema cisterciense no se usaba para números superiores a 99, pero pronto se amplió a cuatro lugares, permitiendo números hasta 9.999.

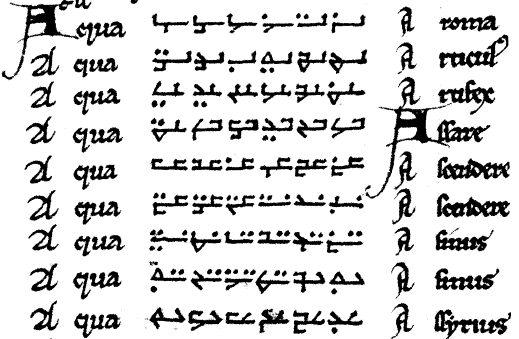
La entrada de la palabra 'aqua' en una concordancia de principios del procedente de Bruselas. Cada carácter es un número de página/columna. Estas primeras formas cistercienses, con 3 y 4 intercambiados por 7 y 8 respectivamente, más puntos simples y dobles por 5 y 6 y un 9 triangular, se encuentran en otro manuscrito superviviente. Los números son,
21, 41, 81, 85, 106, 115,
146, 148, 150, 169, 194, 198,
267, 268, 272, 281, 284, 295,
296, 317, 343, 368, 378, 387,
403, 404, 405, 420, 434, 435,
436, 446, 476, 506, 508, 552,
566, 591, 601, 604, 628, 635,
659, 678, 686, 697, 724, 759,
779, 783, 803, 818, 834, 858.

Se han conservado cerca de dos docenas de manuscritos cistercienses que usan este sistema de datación desde el siglo XIII al XV, abarcando una área desde Inglaterra a Italia, Normandía a Suecia. Los números no fueron utilizados para aritmética, fracciones o contabilidad, sino en la datación, en la foliación (numeración de páginas), en las divisiones de textos, en la numeración de notas y otras listas, en índices y concordancias, en argumentos para las tablas pascuales, y en las líneas de un personal en notación musical.
Aunque en su mayoría se limita a la orden cisterciense, hubo algunos casos de uso fuera de ella. En un tratado normando de finales del siglo XV sobre aritmética se utilizaban tanto números cistercienses como arábigos. En otro caso conocido, los números cistercienses se inscribieron en un objeto físico, indicando el calendario, el ángulo y otros números en el astrolabio de Berselius del siglo XIV, que se hizo en la Picardía francesa. Después de que los cistercienses abandonaron el sistema, el uso marginal continuó fuera de la orden. En 1533, Heinrich Cornelius Agrippa von Nettesheim incluyó una descripción de estos cifrados en sus De Occulta Philosophia libri III.  Los números fueron utilizados por los medidores de vino en el área de Brujas al menos hasta principios del siglo XVIII. A finales del siglo XVIII, Caballeros de la Rosacruz de París adoptaron brevemente los números para uso místico y, a principios del siglo XX, los nazis consideraron usar estos números como simbolismo ario.
El experto definitivo moderno en números cistercienses es el matemático e historiador de la astronomía, David A. King.

## Formato
Un pentagrama horizontal era más común mientras los números estaban en uso entre los cistercienses. Un pentagrama vertical fue atestiguado solo en el norte de Francia en los siglos XIV y XV. Sin embargo, los renacimientos del sistema en los siglos XVIII y XX en Francia y Alemania utilizaron un pentagrama vertical. También hay alguna variación histórica en cuanto a qué esquina del número representa qué valor posicional. Los valores posicionales que se muestran aquí fueron los más comunes entre los cistercienses y los únicos utilizados posteriormente.
Usando sustitutos gráficos con un pentagrama vertical, los primeros cinco dígitos son ꜒ 1, ꜓ 2, ꜒꜓ 3, ꜓꜒ 4, ꜍ 5. Al invertirlos se forman las decenas, ˥ 10, ˦ 20, ˦˥ 30, ˥˦ 40, ꜈ 50. Invertirlos forma las centenas, ꜖ 100, ꜕ 200, ꜖꜕ 300, ꜕꜖ 400, ꜑ 500, y haciendo ambas formas los miles, ˩ 1,000, ˨ 2,000, ˨˩ 3,000, ˩˨ 4,000, ꜌ 5,000. Por lo tanto, ⌶ (un dígito 1 en cada esquina) es el número 1111. (Las formas exactas variaron según la fecha y el monasterio. Por ejemplo, los dígitos que se muestran aquí para 3 y 4 se intercambiaron en algunos manuscritos con los de 7 y 8, y los 5 pueden escribirse con un punto inferior (꜎ etc.), con un trazo vertical corto en lugar del punto, o incluso con un triángulo unido al pentagrama, que en otros manuscritos indicaba un 9.

The vertical forms of the digits (1–9, 10–90, 100–900 and 1,000–9,000), with an innovative form of 5 as engraved on an early-sixteenth-century Norman Astrolabe.
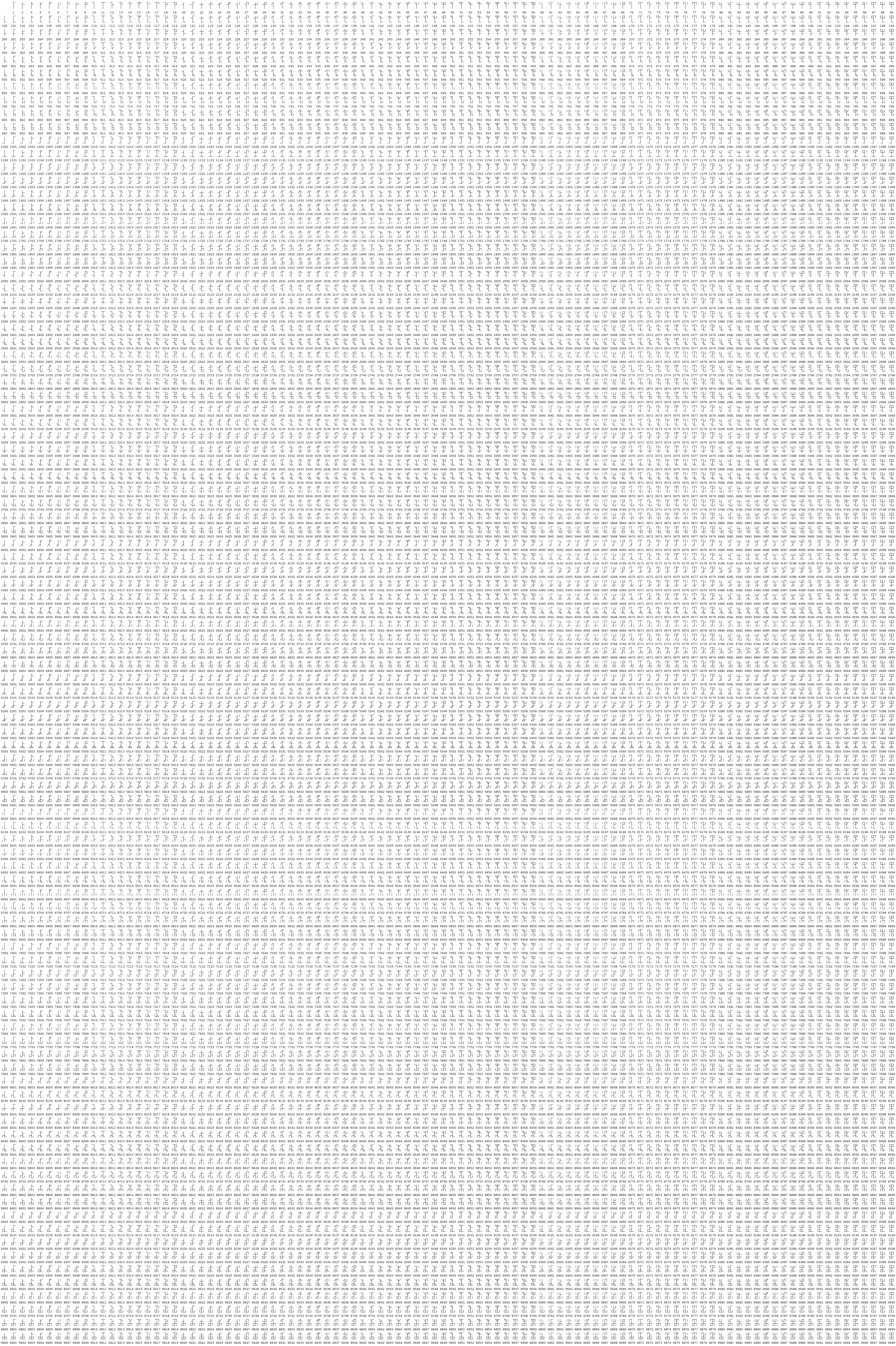
All Cistercian numerals from 1 to 9999[13] (open to enlarge).
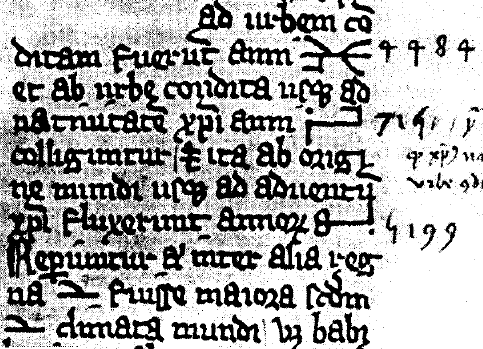
A fourteenth-century Norman manuscript that used only Cistercian numerals. These were horizontal to fit the flow of the text. Note the round form of the digit 9. Numbers were later retranscribed with Hindu-Arabic digits in the margin notes: here we see 4,484, 715 and 5,199.

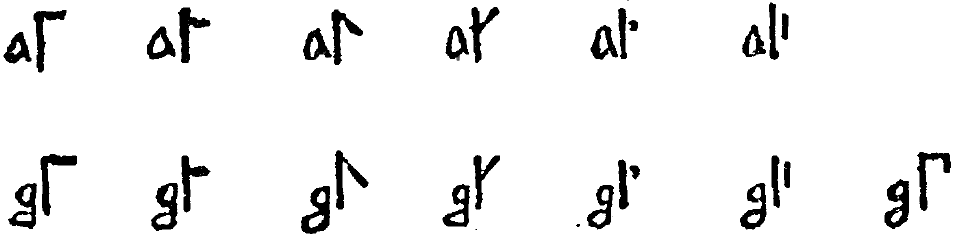
Muestras de notación mixta alfabética-cisterciense utilizada para la foliación en un manuscrito de finales del. Se muestran a1 a a6 y g1 a g7.

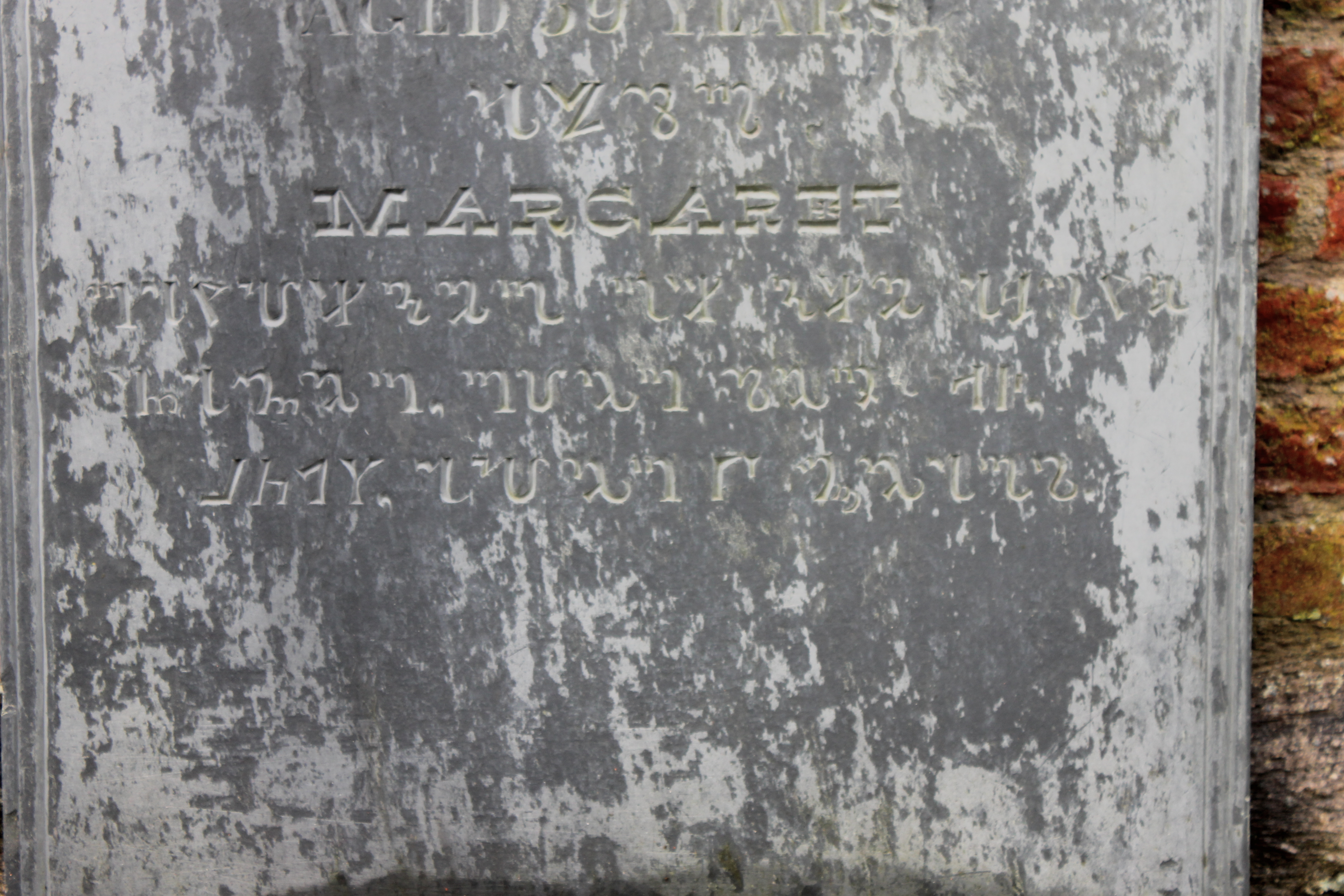
Una lápida del en Llanfyllin, Gales, inscrita en escritura tebana y una adaptación de números cistercienses; el año 1834 en la parte inferior izquierda está escrito con los cuatro caracteres de 1000, 800, 30 y 4, en lugar del carácter único de 1834.

Los números horizontales eran los mismos, pero rotados 90 grados en sentido contrario a las agujas del reloj. Es decir, ˾ para 1, ⌐ para 10, ⌙ para 100, por lo tanto ⌴ para 101, y ¬ para 1000, como se ve a la izquierda.
Omitiendo un dígito de una esquina significó un valor de cero para aquel poder de diez, pero no había ningún dígito representando el valor cero. Es decir, no había definido un pentagrama vacío.

## Númeración más altos
Cuando el sistema se extendió fuera del orden en los siglos XV y XVI, los números en millones se habilitaron al combinarse con el dígito para los "millares". Por ejemplo, un tratado normando de aritmética de finales del siglo XV indicaba 10,000 como una ligadura de ⌋ "1,000" envuelto debajo y alrededor de ⌉ "10" (y de manera similar para números más altos), y Noviomagus en 1539 escribió "millón" subíndice ¬ " 1.000" bajo otro ¬ "1.000". Un garabato cisterciense de finales del siglo XIII había diferenciado los dígitos horizontales para potencias de diez más bajas de los dígitos verticales para potencias de diez más altas, pero no se sabe si esta potencialmente productiva convención se haya  explotado en ese momento; podría haber cubierto números hasta las decenas de millones (horizontal 100 a 103, vertical 104 a 107). Un matemático del siglo XVI usó dígitos verticales para los valores tradicionales, dígitos horizontales para millones, y los giró otros 45° en sentido contrario a las agujas del reloj para miles de millones y otros 90° para billones, pero no está claro cómo iban a ser las potencias intermedias de diez. indicarse y esta convención no fue adoptada por otros.

## The Ciphers of the Monks
David A. King publicaba en 2001, The Ciphers of the Monks: A Forgotten Number-notation of the Middle Ages donde describe este sistema numérico cisterciense.
El libro recibió críticas mixtas. La historiadora Ann Moyer elogió a King por volver a presentar el sistema numérico a una audiencia más amplia, ya que muchos lo habían olvidado. El matemático Detlef Spalt afirmó que King exageró la importancia del sistema y cometió errores al aplicar el sistema en el libro dedicado a él. Sin embargo, Moritz Wedell calificó el libro como una "descripción lúcida" y una "revisión exhaustiva de la historia de la investigación" sobre las cifras de los monjes.